# Comandante Shepard
Il comandante Shepard è il protagonista della serie videoludica di Mass Effect, sviluppata da BioWare e pubblicata da Electronic Arts.
Il giocatore ha la possibilità di personalizzarne l'aspetto fisico (incluso il sesso), l'inclinazione caratteriale e la storia pre-arruolamento; inoltre, le varie scelte compiute dal giocatore nel corso dei capitoli, vanno ad influenzare la posizione sociale e vitale di Shepard.

## Sviluppo
A differenza di altri protagonisti, il Comandante Shepard è stato sviluppato per essere un personaggio modificabile per il giocatore, al fine di creare un'esperienza più "intensa"; dato che la serie di Mass Effect è più cinematografica rispetto ad altri videogiochi di BioWare. Gli sviluppatori volevano creare un personaggio memorabile, come il Capitano Kirk di Star Trek o Jack Bauer di 24. Durante lo sviluppo del primo capitolo, alla controparte femminile di Shepard fu data la stessa importanza, infatti per lei sono state scritti un'opzione romantica e dialoghi unici. Secondo quanto dichiarato da Casey Hudson, direttore del progetto Mass Effect, il nome Shepard è un omaggio ad Alan Shepard, comandante dell'Apollo 14 e primo americano ad andare nello spazio.

## Aspetto
All'inizio del gioco gli sviluppatori di BioWare si sono concentrati "qualità e realismo". Per testare il sistema di personalizzazione del primo capitolo, il team ha creato vari sosia di celebrità per assicurarsi che offrisse una varietà sufficientemente ampia. Il volto maschile predefinito è quello del supermodello olandese Mark Vanderloo. Il volto femminile predefinito ha subito un leggero cambiamento tra il primo e il secondo capitolo, ma per l'uscita di Mass Effect 3, gli sviluppatori hanno deciso di effettuare una grande riprogettazione: nonostante i numerosi design, solo sei sono stati pubblicati online e ai fan è stato detto di votare per quello che preferivano tramite Facebook. L'aspetto scelto dalla community rappresentava la Shepard femminile come bionda e con le lentiggini, anche se BioWare in seguito ha deciso che l'acconciatura potrebbe aver interferito con il voto, così iniziò un'altra competizione per deciderlo definitivamente. La Shepard dai capelli rossi vinse il concorso successivo.
L'armatura predefinita era originariamente di colore rosso e bianco, ma è stata cambiata in grigio antracite, con una striscia rossa e bianca e il logo N7, poiché assomigliava troppo a un abito medico. Si dice che la striscia rossa nel logo N7 simboleggi il sangue che il personaggio deve sacrificare per salvare la galassia. L'armatura predefinita di Mass Effect 2 e Mass Effect 3 riprendono quella del primo capitolo, per sottolineare la silhouette del personaggio, oltre a farlo sembrare "più forte e in grado di sopportare più punizioni". Nonostante ciò, l'aspetto del personaggio può essere personalizzabile interamente dal giocatore fin dal primo capitolo, mentre la personalizzazione dell'armatura è disponibile solo dal secondo capitolo. In Mass Effect, uscito nel 2007, l'armatura non può essere modificata, ma può essere cambiata. Legion, il geth compagno di squadra in Mass Effect 2, utilizza la vecchia armatura di Shepard, morto per mano dei Collettori all'inizio del secondo capitolo, per riparare i danni al suo corpo.
Il profilo psicologico predefinito è invece quello di un sopravvissuto: Shepard è l'unico superstite di una missione andata terribilmente male. Intrappolato in una situazione estremamente pericolosa sul pianeta Akuze, una colonia umana, ha dovuto superare dolori fisici e psicologici che avrebbero distrutto chiunque altro, ed ora è l'unico in grado di raccontare questa storia. Ma a seconda delle scelte adottate dal giocatore in fase di creazione del personaggio può, in alternativa, essere un eroe di guerra che ha salvato un'intera colonia umana da un improvviso e schiacciante attacco alieno su Elysium, rischiando la sua stessa vita per i suoi compagni, oppure un esecutore di ordini freddo e spietato, che durante la sua carriera militare ha imparato a portare a termine le sue missioni a qualsiasi costo.
La scelta influenza l'attribuzione iniziale di una certa quantità di punti da eroe o rinnegato: nel primo caso non vengono assegnati punti, nel secondo verranno assegnati punti da eroe e nell'ultimo punti da rinnegato.

## Doppiaggio
La voce dello Shepard maschile è di Mark Meer, che precedentemente aveva lavorato con BioWare durante la creazione di Baldur's Gate II: Shadows of Amn, per poi continuare in altre parti nei loro giochi. Quando è stato chiamato a lavorare su Mass Effect, si aspettava di doppiare piccole parti ed è stato "piacevolmente sorpreso" di ottenere il ruolo del protagonista maschile. Caroline Livingstone ha dato la direzione della voce durante la registrazione e lo sceneggiatore principale Mac Walters si è occasionalmente seduto durante le sessioni di registrazione, consentendo di cambiare rapidamente le battute.
La voce della controparte femminile è di Jennifer Hale, che spesso si è impegnata nello scrivere storie per dei videogiochi. Sebbene Hale si opponga a certe battute fuori carattere in altri lavori, non si è opposta con i dialoghi della Shepard femminile ed ha apprezzato che BioWare non abbia cambiato le parole in base a considerazioni di genere.

## Biografia

### Storia pre-arruolamento
Secondo il codex, Shepard nasce l'11 aprile 2154.
Per scelta predefinita il protagonista è un orfano, cresciuto sulle strade di una delle grandi metropoli della Terra imparando a badare a se stesso, che all'età di 18 anni ha deciso di abbandonare la sua vita di espedienti e di arruolarsi nell'Alleanza dei Sistemi in cerca di un futuro migliore. In alternativa, può essere un colono, cresciuto su Mindoir (uno dei tanti pianeti colonizzati dagli umani) e fuggito a 16 anni in seguito ad un attacco dagli alieni, oppure uno spaziale, cresciuto su astronavi e stazioni spaziali, che ha sempre seguito i suoi genitori (militari) nei loro numerosi spostamenti. Anche in questo caso la scelta del giocatore influenzerà l'assegnazione iniziale di punti da eroe o rinnegato.
Indipendentemente dal background scelto, Shepard entra però a far parte delle forze speciali dell'Alleanza, nelle quali raggiunge in breve tempo il livello più alto di competenza (N7).

### Mass Effect
In servizio sulla SSV Normandy SR1, una nave altamente avanzata creata dai turian e dagli umani e posta sotto il comando del capitano David Anderson, viene incaricato di svolgere una missione speciale, fatta passare come una missione di ricognizione, su Eden Prime, un pianeta colonizzato dagli umani che vive di agricoltura. Insospettito dalla presenza del turian Nihlus Kryik, uno Spettro al servizio della Cittadella inviato per verificare le capacità di Shepard, scopre che la nave è stata effettivamente inviata per raccogliere una sonda prothean (una razza avanzata estinta la cui tecnologia potrebbe contenere grandi scoperte) e consegnarlo al Consiglio della Cittadella, un comitato esecutivo che ha una grande influenza in la galassia, e che sono riconosciuti come un'autorità dalla maggior parte dello spazio esplorato. Nihlus accompagna la missione per osservare la candidatura di Shepard a unirsi agli Spettri; in caso di successo, questo renderebbe Shepard il primo Spettro umano in assoluto e un esempio del progresso dell'umanità nella politica galattica. Scesi sul pianeta, Nihlus prosegue la missione in solitaria, mentre Shepard scende con il tenente Kaidan Alenko e il caporale Richard L. Jankins: lì verranno attaccati dai geth, delle intelligenze artificiali senzienti creati dai quarian come servi, sotto la guida di Saren Arterius, uno Spettro turian rinnegato. Durante la missione Jenkins verrà ucciso per mano delle torrette geth, mentre Nihlus sarà ucciso da Saren. Al posto del caporale, nella squadra entrerà l'artigliere capo Ashley Williams che, insieme alla squadra raggiungerà la sonda. Avvicinandosi alla sonda per salvare Williams, Shepard sarà catturato dal suo raggio, ricevendo una visione poco nitida, causando la distruzione di essa.
Dopo essere stato presumibilmente in coma per 15 ore, Shepard si risveglierà nell'infermeria della Normandy, in presenza di Ashley e della dottoressa Chakwas. Anderson gli farà sapere che il tradimento di Saren deve essere esposto al Consiglio, cosicché possa essere processato. Shepard, Anderson e l'ambasciatore Udina si presenteranno al Consiglio cercando di dimostrare la colpevolezza di Saren, senza però ottenere i risultati sperati. Su consiglio dell'ammiraglio, Shepard si mette in contatto con Garrus Vakarian, un turian agente dell'SSC che sta indagando su Saren: con lui si aprirà una serie di contatti, che porteranno Shepard a mettersi in contatto con mercenario krogan Wrex Urdnot, che in precedenza lavorò per Saren, e la quarian Tali'Zorah, in possesso di alcune informazioni che potrebbero incolpare lo spettro rinnegato. Attraverso l'uso di una registrazione audio che menziona "i Razziatori", una razza di astronavi sintetico-organiche che sradicano tutta la civiltà organica ogni 50.000 anni, il Consiglio revoca lo status di Spettro di Saren e rendono Shepard il primo Spettro umano in assoluto, anche se credono che i Razziatori siano semplicemente un mito che Saren sta usando per manipolare i geth. Shepard riceve l'ordine di sconfiggere Saren, viene incaricato della Normandy e lascia libero sfogo alla galassia. Nel corso della storia, su Feros riuscirà ad ottenere una visione chiara dei Prothean distrutti dai Razziatori, mentre su Noveria si scontrerà con la Matriarca Benezia, fedelissima di Saren, nonché madre di Liara T'Soni, una scienziata asari che Shepard salverà dai geth su Therum. Sul pianeta di Virmire, Shepard riuscirà a mettersi in contatto con un Razziatore di nome Sovereign, nonché nave ammiraglia di Saren, anche se il Consiglio li crede ancora un mito.
Alla fine, Saren, Sovereign e i geth lanciano un attacco alla Cittadella, la "capitale politica, culturale e finanziaria della comunità galattica" e sede del Consiglio, con l'intenzione di attivare un portale galattico al suo interno che consentirà a tutti i Razziatori arrivino immediatamente dallo spazio oscuro, distruggano la Cittadella e inizino il loro "raccolto" di vita organica. Shepard riesce a fermarli, distruggere Sovereign e salvare la Cittadella. A seconda delle scelte del giocatore, Shepard può anche salvare il Consiglio, o lasciarlo morire per assicurarsi che Sovereign venga distrutto o per costruire un nuovo Consiglio incentrato sull'uomo.

### Mass Effect 2
In Mass Effect 2 Shepard ha invece 31 anni: due anni prima, durante una ricognizione, un incrociatore che poi scopriremo appartenere alla specie dei Collettori distruggerà la Normandy e causerà la morte di parte dell'equipaggio, tra cui lo stesso Shepard. Dopo un lungo, delicato e costosissimo procedimento (nome in codice: Progetto Lazarus), viene completamente ricostruito e arruolato da Cerberus, un'organizzazione privata che sostiene la leadership umana nella galassia. Il suo compito è quello di fermare appunto i Collettori, nuovi alleati dei Razziatori, e scoprire il motivo che li impegna nel rapimento di intere colonie umane.

### Mass Effect 3
In Mass Effect 3, ambientato 6 mesi dopo il precedente titolo, Shepard torna infine a combattere con l'Alleanza e si trova a dover fronteggiare l'invasione dei Razziatori, che hanno preso di mira direttamente la Terra.

## Curiosità
L'11 aprile del 1970 venne lanciato l'Apollo 13, e proprio l'11 aprile 2154 nasce il comandante Shepard.
Nella versione in italiano del gioco la voce ufficiale del personaggio è quella dell'attore milanese Claudio Moneta, che tuttavia non ha potuto completare il doppiaggio del secondo capitolo della saga a causa di un incidente in moto avvenuto dopo aver completato l'80% della registrazione. Moneta è stato dunque sostituito in toto, in Mass Effect 2, dal doppiatore Giacomo Zito, che ha inciso nuovamente le tracce e ha completato le parti mancanti in tempi brevissimi.